# Österreich I
 Österreich I  ist eine von Hugo Portisch und Sepp Riff 1989 gestaltete historische Dokumentarfilmreihe über die Geschichte der Ersten Republik von 1918 bis 1938.

## Inhalt
Die Filmreihe besteht aus 12 Folgen, welche sich in sehr umfassender Art und Weise mit den politischen, wirtschaftlichen und gesellschaftlichen Gegebenheiten jener Jahre auseinandersetzen.
Beginnend mit dem Zusammenbruch des Habsburgerreiches im November 1918 wird der Bogen über die Geburt der Ersten Republik bis hin zum Anschluss an das Dritte Reich im März 1938 gespannt. Intensiv beleuchtet werden die wirtschaftlichen Probleme der Zwischenkriegszeit, insbesondere die Auswirkungen der Weltwirtschaftskrise 1929 auf die instabilen politischen Strukturen der Ersten Republik.
Die heiklen innenpolitischen Konfliktherde der 1920er Jahre werden ausführlich behandelt, ebenso der Niedergang der Demokratie und die Errichtung des austrofaschistischen Ständestaates als Folge des Bürgerkrieges im Februar 1934.
Den Endpunkt der Dokumentation setzen die Ereignisse vom März 1938 bis zum Ausbruch des Zweiten Weltkrieges im September 1939, als die ehemalige Erste Republik aufgelöst und bereits ein Teil des nationalsozialistischen Dritten Reiches war.

## Die Folgen im Detail
1. Vom Reich zur Republik
Im Zentrum stehen die letzten Monate des Ersten Weltkriegs, die Revolution in Russland, der Kriegseintritt der USA und der Untergang der Doppelmonarchie Österreich-Ungarn.
2. Die bedrängte Republik
Die Entstehung der Ersten Republik im November 1918, die Abwehrkämpfe in Kärnten, die Verträge von Versailles und St. Germain, der Kampf um das Burgenland sowie die Abstimmung in Sopron (Ödenburg) stehen im Mittelpunkt dieser Folge.
3. Die verpfändete Republik
Abgeschnitten von den Absatzmärkten der ehemaligen Donaumonarchie kämpft das kleine Österreich mit wirtschaftlichen Problemen, Zollschranken behindern den Warenverkehr.
Im Marchfeld wird das erste Erdöl gefördert. Das kulturelle Leben wird anhand von Filmszenen der damals in Österreich gedrehten Stummfilme gezeigt, ebenso wie durch Ausschnitte der Salzburger Festspiele. Der Versuch Kaiser Karls, die ungarische Krone zurückzugewinnen, sind ebenso Inhalt der dritten Folge wie eine versuchte Abstimmung über den Anschluss an Deutschland.
4. Die unterschätzte Republik
Folge vier wirft ein Licht auf die doch beachtlichen Leistungen der Ersten Republik: so lebten etliche Nobelpreisträger in diesem Land. Erste innenpolitische Spannungen belasten jedoch das Klima – die Schüsse von Schattendorf fallen, und in Wien brennt der Justizpalast. Die Kluft zwischen der Sozialdemokratie und den Christlichsozialen wird deutlich größer.
5. Auf dem Weg in den Bürgerkrieg
Die Folgen des Börsenkrachs in New York und die Weltwirtschaftskrise von 1929 verschonen auch die Erste Republik nicht. Die Weimarer Republik und auch Österreich werden innenpolitisch deutlich destabilisiert. Die Arbeitslosigkeit greift um sich, und totalitäre Ideologien finden zunehmend Nährboden.
6. Abschied von Österreich
Der 12. Februar 1934, der Bürgerkrieg, die Ausschaltung des Parlaments, das Ende der Demokratie und die Errichtung des autoritären Ständestaates durch Bundeskanzler Engelbert Dollfuß stehen am Beginn jener Folge. Ebenso werden die Ereignisse rund um den Putschversuch der Nationalsozialisten im Juli 1934 durchleuchtet. Kurt Schuschnigg folgt dem von den Nationalsozialisten ermordeten Dollfuß in das Bundeskanzleramt.
7. Die Heimsuchung Österreichs
Die Wochen zwischen dem 12. März 1938 – dem Einmarsch der deutschen Truppen – und dem 10. April – dem Datum der durch die Nationalsozialisten abgehaltenen Volksabstimmung über den Anschluss Österreichs an das Dritte Reich – bilden den Kern dieser Folge. Im Besonderen wird die Verblendung der Bevölkerung und die Veränderungen, welche das nationalsozialistische Regime für das unmittelbare Alltagsleben mit sich brachten, von Zeitzeugen geschildert.
8. Verlockung und Gewalt
Den Griff nach den Menschen durch das Regime zeigt diese Folge. Mit Verlockungen wie dem versprochenen Volkswagen, Urlaubsreisen auf KdF-Schiffen und der vermeintlichen Geborgenheit der deutschen Volksgemeinschaft, aber auch Zwang versucht man, die Bevölkerung für die Idee des Nationalsozialismus zu gewinnen.
9. Der Sturm bricht los
Am 9. November 1938 brennen auch in Wien jüdische Bethäuser und Synagogen. In der Reichskristallnacht zeigt das nationalsozialistische Regime sein verbrecherisches Gesicht. Erster Widerstand gegen den Anschluss an Deutschland regt sich, die Österreicher werden sich wieder ihrer Wurzeln bewusst. Getragen wird er von Sozialdemokraten, Christlichsozialen, Kommunisten und Monarchisten.
10. 1939 – Den Frieden verkündet, den Krieg gemacht
Nach der Annexion des Sudetenlandes 1938 marschieren deutsche Truppen auch im restlichen Tschechien ein. Der Bruch des Münchner Abkommens alarmiert die Welt.
Der letzte Friedenssommer in Österreich vor dem Zweiten Weltkrieg steht im Mittelpunkt der abschließenden Folge von Österreich I.
11. Vom Siegen und Sterben
12. Im Krieg wiedererstanden

## Rezeption
Die Dokumentation kann als großer Erfolg für Hugo Portisch und Sepp Riff gewertet werden. Die sachliche Herangehensweise an das nicht unproblematische politische Spannungsfeld zeichnen das Werk aus. Das Bemühen, die Geschichte anhand objektiv vorhandener Fakten und Tatsachen zu schildern, wurde belohnt, unter anderem mit der Auszeichnung „Die Goldene Kamera“ für Hugo Portisch und Sepp Riff.
Neben Österreich II stellt diese Filmreihe einen weiteren Meilenstein in der Darstellung der Österreichischen Geschichte des 20. Jahrhunderts dar.
Der ORF zeigte auf seinem Programm ORF III ab dem 2. Februar 2013 Österreich I in einer von Hugo Portisch neu moderierten, remasterten Version. Die neuen Kommentare wurden unter Berücksichtigung neuer Erkenntnisse und durch die historische Beratung durch den Vorstand des Instituts für Zeitgeschichte an der Uni Wien (Oliver Rathkolb) erstellt.

## Videomaterial
- Österreich I. 12 Folgen, VHS, BMG ARIOLA MusikgesmbH, Wien 1989.
- Österreich I – ORF3 Edition. 12 Folgen, DVD, Universal/Music/DVD, Wien 29. März 2013.